# 1979年バレーボール女子アジア選手権
1979年バレーボール女子アジア選手権（1979 Asian Women's Volleyball Championship）は、1979年に香港で開催された、アジアバレーボール連盟主催の第2回バレーボールアジア選手権女子大会。
出場国は7カ国。中国が初優勝を飾った。

## 最終結果
| 順位 | 国             |
| ---- | -------------- |
| 1    | 中国           |
| 2    | 日本           |
| 3    | 韓国           |
| 4    | オーストラリア |
| 5    | インドネシア   |
| 6    | 香港           |
| 7    | インド         |